# Mano Brown
Mano Brown, nombre artístico de Pedro Paulo Soares Pereira, (São Paulo, 22 de abril de 1970) es un rapero brasileño, vocalista de Racionais MC's, grupo de rap formado en la capital paulista en 1988 e integrado por Ice Blue (Paulo Eduardo Salvador), Edy Rock (Edivaldo Pereira Alves) y KL Jay (Kleber Geraldo Lelis Simões).
Es el compositor de las letras que abordan la vida en la periferia de las grandes ciudades de Brasil, con destaque para el barrio de Capão Redondo, donde reside en São Paulo. 
Es considerado, tanto por público como por crítica como el mejor MC en lengua portuguesa de la historia.
Destaca por sus letras comprometidas. Sobre la dimensión de su música ha declarado:

A partir del momento en que dices cosas polémicas en la canción, ya eres responsable por lo que dices. Hablaste y ya está. No hay diferencia entre hablar para mil o 500.000, para mí nunca cambió nada, siempre dije la verdad, siempre dije lo que yo pensé. Porque siempre va a haber polémica, va a haber los que les gusta y los que no les gusta. También tienes lo siguiente: en promedio, solo unas 50 mil personas analizan el lado político del disco. De los otros 450.000, unos van por el sonido, otros por la moda...(...)
Tú vives en un gueto violento, ladrones como mierda. Entonces tienes que volverte más listo, ser ágil.
(...)Yo no me preocupo por la clase media. Yo me preocupo por el favelado, por el pobre, periferia.(...)
El rap no amedrenta a nadie. La clase media ya es temerosa por naturaleza. El rap es solo la banda sonora del mundo en que la gente vive. El mundo ya da pavor por sí mismo.

La visión sobre su país es crítica:

El lugar donde mi familia vive allá en Bahía, interior de Feira de Santana. No tienen agua, no tienen qué comer, la gente débil, todos quieren venir para São Paulo, unos vienen, se vuelven bandidos, no se arreglan.
(...)La diferencia es que tú ves el lado verdadero de las cosas. La gente conoce Bahía ¿pero qué? ¿Carnaval? Fui a conocer el interior de Bahía, tu ves la diferencia allá, la gente no la pasa bien en el carnaval como pensamos...(...)

Con más de cien mil aficionados, el grupo Racionais MC's divulgó en el mercado más de cien canciones y vendió más de 2 millones de discos. Entre las músicas más exitosas están "Vida Loka - Parte 1", "Vida Loka - Parte 2", "Negro Drama", "Capítulo 4, Versículo 3", "A Vida é Desafio", "Jesus Chorou", "Da ponte pra cá" y otras.
Esto lo ha llevado a actuar en países como Alemania o Estados Unidos. Su opinión sobre ellos tampoco es muy positiva:

Alemania es un lugar donde yo no querría vivir nunca. No tiene niños, no tiene perros. Consiguieron llegar a un nivel de tanta perfección que las personas no quieren ni tener hijos. La población anciana allá ya es mayor que la población joven. Ya tienen casi más jubilados que trabajadores. No es nuestra cara. Brasil es otra cosa. Y en los Estados Unidos los tipos son todos mimados. Lloran con la barriga llena.

## Curiosidades
- Ha mostrado su apoyo al PT de Lula, especialmente a Marta Suplicy, exalcaldesa de Sao Paulo debido a las notables mejoras en las favelas y suburbios durante su mandato, según su opinión.

- En julio de 2004 fue detenido por desacato a la autoridad, al intentar agredir a policías militares después de que lo siguieran hasta su casa después de que lo descubrieran fumando marihuana.[2][3] Al día siguiente, fue liberado tras pagar una fianza de 60 reales.[4]

- En 2007, Mano Brown participó en una pelea durante un partido del clube del cual es aficionado, el Santos Futebol Clube. Fue detenido y posteriormente suelto por falta de pruebas.[5]

- En diciembre de 2009, Mano Brown fue portada de la revista de música Rolling Stone,[6] hecho que tuvo una gran repercusión, principalmente por el hecho de que el MC brasileño es reacio a conceder entrevistas.[7] Según afirmó a la revista, él ha cambiado su actitud con el objetivo de estar más abierto al público[8]

- Su padre (al que nunca conoció), es de origen italiano, razón por la cual su piel es mestiza.[9]

- Sus mayores influencias son Public Enemy y Jorge Ben en lo musical y Jesucristo en lo espiritual.[1]